# Player (groupe)
Pour les articles homonymes, voir Player.
Player est un groupe de soft rock formé en 1977 à Los Angeles et produit par RSO Records. Il est connu pour son tube Baby Come Back (en).

## Discographie
- 1977 : Player - RSO (États-Unis, Canada et Royaume-Uni), Philips (reste du monde)
- 1978 : Danger Zone - RSO (États-Unis, Canada et Royaume-Uni), Philips (reste du monde)
- 1980 : Room With A View - Casablanca
- 1982 : Spies Of Life - RCA
- 1995 : Lost In Reality - River North Records
- 2013 : Too Many Reasons - Frontiers Records